# Prosoplus signatoides
Prosoplus signatoides là một loài bọ cánh cứng trong họ Cerambycidae.